# Solo (Vol. 2)
Solo (Vol. 2) é o segundo álbum de estúdio lançado pelo cantor e compositor brasileiro de música pop Junior. O álbum foi lançado em 23 de maio de 2024, após o lançamento Solo (Vol. 1), de outubro do ano anterior.
O trabalho traz influências variadas que vão do rock ao soul, e inclui 13 faixas selecionadas de um vasto repertório de 54 canções gravadas desde 2020. 
O álbum conta com colaborações especiais e explora temas pessoais, incluindo momentos difíceis em sua vida pessoal e conjugal, como relatado na faixa "Dá pra Ser Leve". 
O lançamento foi celebrado com um evento beneficente em São Paulo, que reverteu a receita para vítimas das enchentes ocorridas em 2024 no Rio Grande do Sul. 
A recepção antecipada do álbum gerou grande expectativa entre os fãs, especialmente com o lançamento do single "Seus Planos" e seu videoclipe, que destacou o lado mais emotivo e visceral do artista.

## Antecedentes
Durante o início da Pandemia de COVID-19, Junior mudou-se para o interior com sua família, afastando-se da música por cerca de seis meses. Seu pai, Xororó, percebendo sua necessidade de estímulo, enviou-lhe o primeiro verso de uma música, colaborando na sua criação.
Para o projeto Solo, composto por duas partes,  Junior empenhou-se em fazer as coisas à sua maneira, incorporando sua personalidade em cada aspecto e mergulhando em suas próprias histórias e experiências. O artista buscou inspiração em grandes nomes do pop, elementos musicais do rock, indie e R&B, além de referências das décadas de 1970, 1980 e 1990.

## Composição, produção e gravação
As 13 faixas incluídas em Solo (Vol. 2) foram selecionadas a partir de um total de 54 faixas gravadas pelo artista desde 2020, no estúdio Santo Som, em Campinas, interior de São Paulo. Segundo o cantor: “Teve um período muito solitário para eu poder desvendar a sonoridade desse disco e qual a personalidade desse artista pop que estou me propondo a trazer.”
Segundo a revista Billboard Brasil,  o cantor de 40 anos, explorou seu lado mais rock e soul nas 13 faixas, incluindo parcerias inéditas com a drag queen Gloria Groove. O cantor afirmou: “Acho que o rock tem muita vida pela frente, volta e voltará. Os tempos áureos ficaram num período, o das grandes referências, os grandes heróis e ídolos do passado. Acho que tende a ficar mais nichado com um público que ama e consome”.
O álbum começa com "Cena de Filme", repleta de influências de soul rock e linha de baixo forte, criada em parceria com Thalles Horovitz. Logo em seguida, "Dá Pra Ser Leve" conta com piano elétrico e backing vocals de Lio e Lay do trio Tuyo.
A faixa “Fome”, que marca a parceria inédita entre Junior e Glória Groove, segue com o mesmo clima de urgência rock, em um crossover para as pistas. Junior revelou: “Fiz o convite pessoalmente pra ela. É uma artista que admiro e acho foda. Tinha que ser o único feat do disco”, contou a respeito da colaboração.
Em relação a faixa "Dá Pra Ser Leve", a terceira faixa do disco, Junior confessou em entrevistas que passou por momentos difíceis no casamento com Monica Benini, e que as notícias sobre a pandemia, misturadas com as obras pelas quais passavam em casa, acabaram gerando um grande estresse na relação. Segundo o artista, depois que a situação melhorou, ele fez a composição, e revelou: "Eu a compus em um lugar gostoso porque já tinha passado a tormenta, já estávamos conseguindo nos reencontrar, nos entender melhor, que eram coisas externas que a gente estava deixando influenciar na nossa relação".
Na letra de “Abstinência”, o cantor revela que teve de lidar muito cedo com algumas coisas que poderiam o ter tirado do eixo e até mesmo evitado que seguisse carreira na música. De acordo com ele: “Por muito tempo, rompi com a minha voz, com o cantar. Olha que loucura? Na época da [banda] Nove Mil Anjos eu tinha certeza que não ia cantar mais… Pra mim era muito injusto [as críticas]. Comecei a acreditar nas coisas. Duvidei desse cantor: ‘ei, cadê você’?. O dia que entendi o que tinha escrito, me apaixonei por essa música”.

## Lançamento
O lançamento do álbum ocorreu em 23 de maio de 2024. Um dia antes, houve uma audição que permitiu que os fãs escutassem as novas faixas antecipadamente e na presença do artista. Além de mostrar as músicas novas, o cantor apresentou parte do repertório ao vivo, com violão. O evento ocorreu na casa de shows Audio, em São Paulo. Toda a receita líquida da bilheteria foi revertida para pessoas atingidas pelas enchentes no Rio Grande do Sul em 2024.

## Singles
"Seus Planos" foi lançada como o primeiro single do álbum. O single foi anunciado no dia 2 de abril de 2024 pelo cantor, em suas redes sociais, que compartilhou imagens nu para a divulgação. No mesmo dia, o cantor ainda prometeu um mimo especial aos fãs. "Eu vou ligar pra 40 fãs que postarem o pré-save concluído me marcando".
O lançamento ocorreu em 11 de abril de 2024, dia do aniversário da cantor. Segundo o jornal Diário do Grande ABC, a faixa apresenta uma letra sentimental e melancólica acompanhada dos vocais intensos do artista.
O videoclipe da canção conversa com a letra da música, e foi dirigido por João Monteiro, que colocou uma dupla de atores para interpretar um casal que passa por diferentes momentos de um relacionamento novo, trazendo vida ao sentimento que Junior queria passar. O lançamento causou comoção entre os fãs do cantor e do público em geral, uma vez que Junior aparece nu, sentado de canto em uma banheira observando um casal e em outras cenas deitado com eles em uma cama.

## Recepção crítica
| Críticas profissionais | Críticas profissionais |
| Avaliações da crítica  | Avaliações da crítica  |
| Fonte                  | Avaliação              |
| ---------------------- | ---------------------- |
| Faixa Pop              | Favorável              |
| Música Boa             | Favorável              |
| TMDQA!                 | Favorável              |

O álbum recebeu críticas favoráveis da crítica especializada em música e outros meios de entretenimento.
Pedro Só, do site Faixa Pop,  escreveu que: "Com sensibilidade e personalidade, o “Vol. 2” termina no lugar de onde partiu o “Vol. 1”, “De volta pra casa”. É um Junior amadurecido e seguro como nunca, que encontrou voz própria, mas que avança cercado por uma nova “família” de jovens talentosos". Ele acrescentou que graças a turma de produtores e compositores do álbum, o " Vol. 2 vai além de consolidar a identidade de um tipo de artista raríssimo no cenário nacional. É um 2 que multiplica caminhos criativos e potencializa talentos da nova geração. O pop brasileiro agradece".
Guilherme Moro, do site Música Boa, afirmou: "Solo Vol. 2 é bastante complementar ao seu primeiro volume e sabe brilhar de forma individual. Mesmo com sete meses de distância entre uma parte e outra, o sentimento de frescor ao ver Junior cantando sozinho é bem presente".
Nathália Pandeló, do site TMDQA! (Tenho Mais Discos que Amigos!), pontuou: "O trabalho consolida Junior como um artista amadurecido, que encontrou sua voz própria e continua a influenciar e expandir os horizontes do pop brasileiro, sem aceitar ser colocado em apenas uma prateleira".

## Lista de faixas
- Créditos adaptados do Spotify.[18]

| N.º | Título                           | Compositor(es)                                 | Duração |  |
| 1.  | "Seus Planos"                    | Junior Lima Thalles Horovitz                   | 3:28    |  |
| 2.  | "Cena de Filme"                  | Lima Horovitz                                  | 3:22    |  |
| 3.  | "Dá pra Ser Leve"                | Lima Aguida Lucas Vaz Horovitz                 | 2:29    |  |
| 4.  | "Soul e Suor"                    | Lima Bibi Gabriela Gavi Mayra Arduini Horovitz | 2:39    |  |
| 5.  | "Interlúdio"                     | Lima                                           | 0:58    |  |
| 6.  | "Tabu"                           | Lima Bibi Vaz Arduini                          | 3:34    |  |
| 7.  | "Fome" (com Gloria Groove)       | Lima Bárbara Dias Groove Jenni Mosello Vaz     | 3:18    |  |
| 8.  | "Salve-se Quem Puder"            | Lima Aguida Bibi Gavi                          | 3:03    |  |
| 9.  | "Fora da Caixa"                  | Lima Horovitz                                  | 3:19    |  |
| 10. | "Armadilha"                      | Lima                                           | 3:31    |  |
| 11. | "Abstinência" (Intro)            | Lima Dias Deco Martins                         | 0:25    |  |
| 12. | "Abstinência"                    | Lima Dias Martins                              | 3:22    |  |
| 13. | "Será que Vai Ser Sempre Assim?" | Lima Aguida Dias Lucas Nage Horovitz           | 2:41    |  |